# 山の種類のリスト
山の種類のリスト（やまのしゅるいのリスト）は、山の種類に関する一覧である。

## 山の種類
- 残丘
  - 堅牢残丘
  - 遠隔残丘
- ビュート Butte
- メサ Mesa
- 岩頸 Volcanic plug

## 火山の種類
- 複成火山 Polygenetic volcano
  - 成層火山 Stratovolcano, Composite volcano
  - 楯状火山 Shield volcano
  - カルデラ Caldera volcano
- 複合火山 Complex volcano - 複成火山の下位の種類が重なっているものをいう
- 単成火山 Monogenetic volcano
  - 溶岩ドーム Lava dome
  - 火砕丘 Pyroclastic cone
    - スコリア丘 Scoria cone, Cinder cone
    - タフリング Tuff ring
    - タフコーン Tuff cone

- 氷河下火山 Subglacial volcano
- 海底火山 Submarine volcano

## 氷河山の種類
- アレート (鋸歯状山稜、櫛形山稜) Arête
- 氷食尖峰 Glacial horn

## 人工の山の種類
- ボタ山またはズリ山
- 築山

## 岩石の種類
- 火成岩 Igneous
- 変成岩 Metamorphic
- 堆積岩 Sedimentary